# Riera de Puigcastellar (Castellterçol)
La riera de Puigcastellar, denominada torrent a la part alta, és una riera que discorre pel termenal dels termes municipals de Castellterçol i Sant Quirze Safaja, a la comarca del Moianès.
Es forma a la Font de Puigcastellar, a 842 metres d'altitud, a l'extrem septentrional de la Serra del Bosc Gran. Des d'aquell lloc davalla cap al nord, per anar torcent cap al nord-est, en una estreta vall emmarcada a ponent pel Puigcastellar i a llevant pel Serrat de la Sabatera, deixant a ponent la Baga Freda. Al capdavall -nord- del Serrat de la Sabatera gira cap a llevant, passa pel sud de la Teuleria, travessa la carretera C-59 en el punt quilomètric 28,5 i s'aboca en la Riera de Sant Quirze Safaja a migdia de la Solella de la Noguera i a ponent del Solà del Boix i de Cal Carabrut.